# Ланчестер, Фредерик Уильям

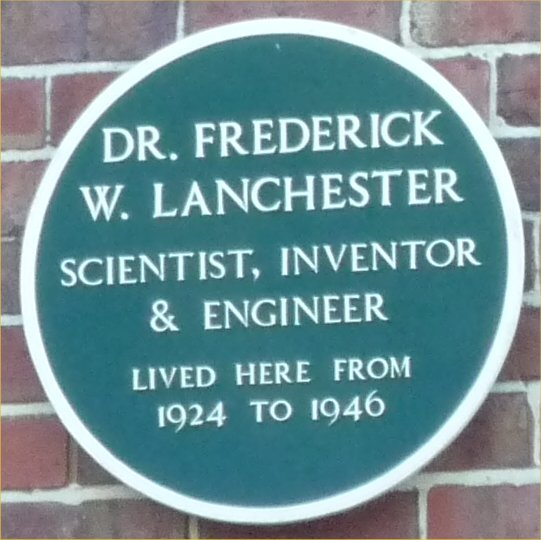
Памятная доска Фредерику Ланчестеру на его доме в Moseley, Бирмингэм

Фредерик Уильям Ланчестер (англ.  Frederick William Lanchester; 23 октября 1868, Луишем, Большой Лондон — 8 марта 1946, Бирмингем, Уорикшир) — английский эрудит и инженер, внёсший значительный вклад в автомобилестроение, аэродинамику, военную науку, был одним из основателей исследования операций.

## Биография
Фредерик Уильям Ланчестер родился в Льюишам, на юго-востоке Лондона, в семье архитектора Генри Джонса Ланчестера и его жены Октавии, репетитора. Он был четвёртым из восьми детей, его старший брат Генри Воган Ланчестер также стал архитектором. Когда Фредерику исполнился год, семья переехала в Брайтон. Там он посещал занятия в школе, а затем успешно получил стипендию для обучения в Институте Хартли в Саутгемптоне, а через три года добился ещё стипендии Кенсингтонского колледжа, который сейчас является частью Имперского колледжа Лондона. Также Ланчестер дополнил свои познания в инженерном деле, посещая вечерние занятия в техникуме в Финсборо. Он закончил своё образование, так и не получив диплома.
После окончания обучения в 1888 году, уже в 20 лет, он начал работать чертёжником в Патентном Бюро на ставке в £3 в неделю. Именно тогда ему удалось запатентовать своё первое, из более чем четырёхсот, изобретение — так называемый изометрограф, помогающий дизайнерам при проведении чертёжных работ. 
В 1919 году, в возрасте пятидесяти одного года, Фредерик Ланчестер женился на Доротее Купер, дочери Томаса Купера, викария церкви Святого Петра в Ланкашире. Супруги переехали по адресу 41 Bedford Square в Лондоне, но в 1924 году Ланчестер построил дом своей собственной конструкции — Dyott End, Мозли. Пара прожила оставшеюся жизнь в новом доме. У них не было детей.
Фредерик Ланчестер был избран членом Королевского общества в 1922 году, а в 1926 году Королевское авиационное общество присудило ему стипендию и золотую медаль.
Ланчестер, который никогда не был коммер успешными, жил до конца своей жизни в стеснённых условиях, поддерживаемый лишь заботой и любовью преданной жены, на руках которой он и скончался в своём доме, Dyott End, 8 марта 1946.

## Труды

### Газовый двигатель
В 1890 Ланчестер запатентовал устройство самозапуска для газовых двигателей. Впоследствии, он очень выгодно продал права на это изобретение Crossley Gas Engine Company.

### Бензиновый двигатель
Заработав, таким образом, свой первый капитал, Фредерик арендует небольшую мастерскую, где занимается экспериментальной работой уже на своё усмотрение. Он понимает, что наконец-то имеет возможность полностью себя реализовать. В то же время, работа на компанию по производству газовых двигателей становится ему крайне утомительной и надоевшей, что вынуждает его уйти в отставку. Такой шаг даёт свои положительные результаты: вскоре Ланчестеру удаётся построить первый бензиновый двигатель, важной частью которого стал революционный карбюратор для правильной подготовки горючей смеси из топлива и воздуха. Конструктор успешно устанавливает мотор на лодку, становясь, таким образом, первым в Англии изобретателем моторной лодки.
Установив двигатель на плавсредство, следующим логическим шагом должно было бы стать приведение в движение наземного транспортного средства.
Однако следует заметить, что до 1895 года с «самодвижущимися экипажами» в Англии было очень плохо. Виной тому — печально известный «Закон о локомотивах», значительно ограничивавший скорость и условия передвижения паромобилей. Соответственно, когда во всей континентальной Европе энтузиасты уже вовсю бросились воспроизводить творение Карла Бенца и Готлиба Даймлера, в Англии об «автомобильном процессе» ещё и речи быть не могло. И лишь после смягчения упомянутого закона наконец-то появился первый британский автомобиль, творцом которого стал Фредерик Ланчестер. К процессу автомобилестроения изобретатель подходил со свойственным ему новаторством и желанием всегда идти своим путём.

### Автомобили
Первый автомобиль Ланчестера появился в 1895 году и пока ничем особо оригинальным не выделялся. Разве что в однолитровом 5-сильном двигателе два коленчатых вала вращались в противоположные стороны, что позволяло в значительной степени избегать вибраций, возникавших от работы мотора. Однако шаг за шагом Фредерик внедрял новые разработки и самостоятельно конструировал узлы и агрегаты. Он настолько хорошо «чувствовал» свои творения, что уже через несколько лет его автомобиль смог завоевать золотую медаль за дизайн и производительность на Автомобильной выставке в Ричмонде, а также принять участие в знаменитой 1000-мильной гонке Королевского автомобильного клуба, придя к финишу лишь с одной незначительной поломкой. В свете такого подъёма мастерскую пришлось реорганизовать в предприятие Lanchester Engine Company, а в компаньоны пригласить своих братьев Георга и Фрэнка, которые взяли на себя ответственность за продвижение продукта на рынок.
Качество автомобилей Lanchester дало возможность современным историкам считать Фредерика зачинателем концепции машин представительского класса, поставившим под сомнение существовавшие в те времена принципы автомобилестроения. Как позже напишет один из британских журналистов, «это были первые автомобили, которые создавались на научной основе». Чего стоит один только горизонтальный двигатель, устанавливавшийся в центре шасси.
Мотор имел два противоположно расположенных цилиндра. Два синхронно вращавшихся в разных направлениях коленчатых вала, соединённых шестернями со спиральными зубьями, позволяли добиваться недостижимой в то время уравновешенности силового агрегата. Кроме того, мотор включал в себя оригинальный клапанный механизм и полностью автоматическую систему смазки. Верхом технической мысли была также планетарная коробка передач, которая передавала крутящий момент червячной передаче заднего моста, оснащённого шарикоподшипниками и шлицованными полуосями. Удивляло в те времена и зажигание от магнето низкого напряжения. При этом дополнительную жёсткость конструкции придавало то, что все узлы монтировались на раме стационарно.
Подвеска автомобиля представляла собой невероятное соединение всех известных на то время типов — рессорного, пружинного и других. Отдельно следует сказать и о тормозах. Именно Фредерик Ланчестер в 1902 году запатентовал дисковые тормоза, которые стал устанавливать на некоторых своих моделях. Как и на современных автомобилях, дисковые тормоза Ланчестера имели зажимы, которые прижимались и фиксировали с двух сторон барабан колеса.
Повсеместно используемые тормозные колодки постоянно портились из-за перегрева, однако вследствие отсутствия подходящих материалов запатентованное изобретение ещё долгое время не находило широкого применения. Да ещё и привычка сказывалась, ведь телеги также останавливали прижатием палки к рабочей поверхности колеса. А вот управление было рычажным, как на тракторах, хотя другие производители уже давно перешли на рулевое управление. Такую вот интересную смесь новаторского и устаревшего предлагал покупателям Ланчестер.
Одной из самых характерных для изобретателя моделей считается Lanchester с 4-литровым 12-сильным двигателем и с кузовом под названием «тонно», который был очень популярным в начале XX века. Уже одним своим внешним видом с удлинёнными, более широкими и приземистыми формами, а также с отсутствующим выступающим капотом этот автомобиль отличался от конкурентов. Колёса же украшали мотоциклетные спицы. Из-за центрального расположения двигателя сиденье водителя было установлено впереди мотора. Позади же силового агрегата размещался отсек для пассажиров с двумя продольными диванами, а входная дверь располагалась в задней стенке кузова. В роли лобового стекла выступал особый фирменный щиток с установленной на нём единственной фарой.
Кроме того, Фредерик не устаёт постоянно что-то либо придумывать, либо усовершенствовать. Он экспериментирует с впрыском топлива, турбонагнетателями, полыми шатунами, поршневыми кольцами, подшипниками скольжения, глушителями и многими другими элементами, без которых невозможно себе представить современный автомобиль. Тем не менее, даже несмотря на разработку достаточно сложных с технической точки зрения конструкций, у него находится время и для того, чтобы впервые в мире установить на своих автомобилях тонированные стекла.
По своей надёжности, хорошим ходовым характеристикам и мягкости хода, а также простоте эксплуатации автомобилям Ланчестера в Англии не было равных. Однако трудоёмкая оригинальность исполнения и штучность производства диктовали высокую цену, что не могло не отпугивать покупателей. К примеру, за первую пятилетку XX столетия было продано всего 350 автомобилей. Компания постоянно испытывала финансовые трудности, а Фредерик, который никогда не мог похвастать деловой хваткой, постоянно подозревал в махинациях управляющего компанией.
Однако проблема была, скорее, в другом. Несмотря на расцвет оригинальных конструкций, который продолжался вплоть до 1920-х годов, это не могло способствовать возможностям компании противостоять набирающим обороты автогигантам и вместе с ними постепенно насаждаемым штампам в автомобилестроении. Ланчестер пытался отказаться от нетрадиционного духа своих первых автомобилей и начать выпуск машин только классической конструкции — он даже стал устанавливать обыкновенный руль и… две фары, однако это никак не улучшало ситуацию. Фредерик приходит к печальному выводу: по причине того, что его оригинальность больше никому не нужна, с каждым годом ему и самому становится все менее интересно заниматься автомобилями — как говорится, пропал кураж…

### Воздухоплавание
В 1920-х годах, параллельно с ведением уже малозначащего для него автобизнеса, Ланчестер полностью посвящает себя увлечению детства — аэронавтике. Ещё бегая мальчишкой с невиданными воздушными змеями в руках, он кричал зевакам, что когда-нибудь поднимется на одном из них в воздух. Он открывает исследовательскую компанию, где занимается промышленными разработками и проводит научную работу.

### Архивы
Бумаги, записные книжки и сопутствующие материалы Ланчестера рассредоточены по нескольким архивным коллекциям, включая коллекции Университета Ковентри, библиотеки Университета Саутгемптона, Бирмингемского музейного фонда, Национального аэрокосмического Библиотека, Институт инженеров-механиков, Кембриджский университет Архивный центр Черчилля и Бодлеанская библиотека в Оксфордском университете.

## Наследие Фредерика Ланчестера

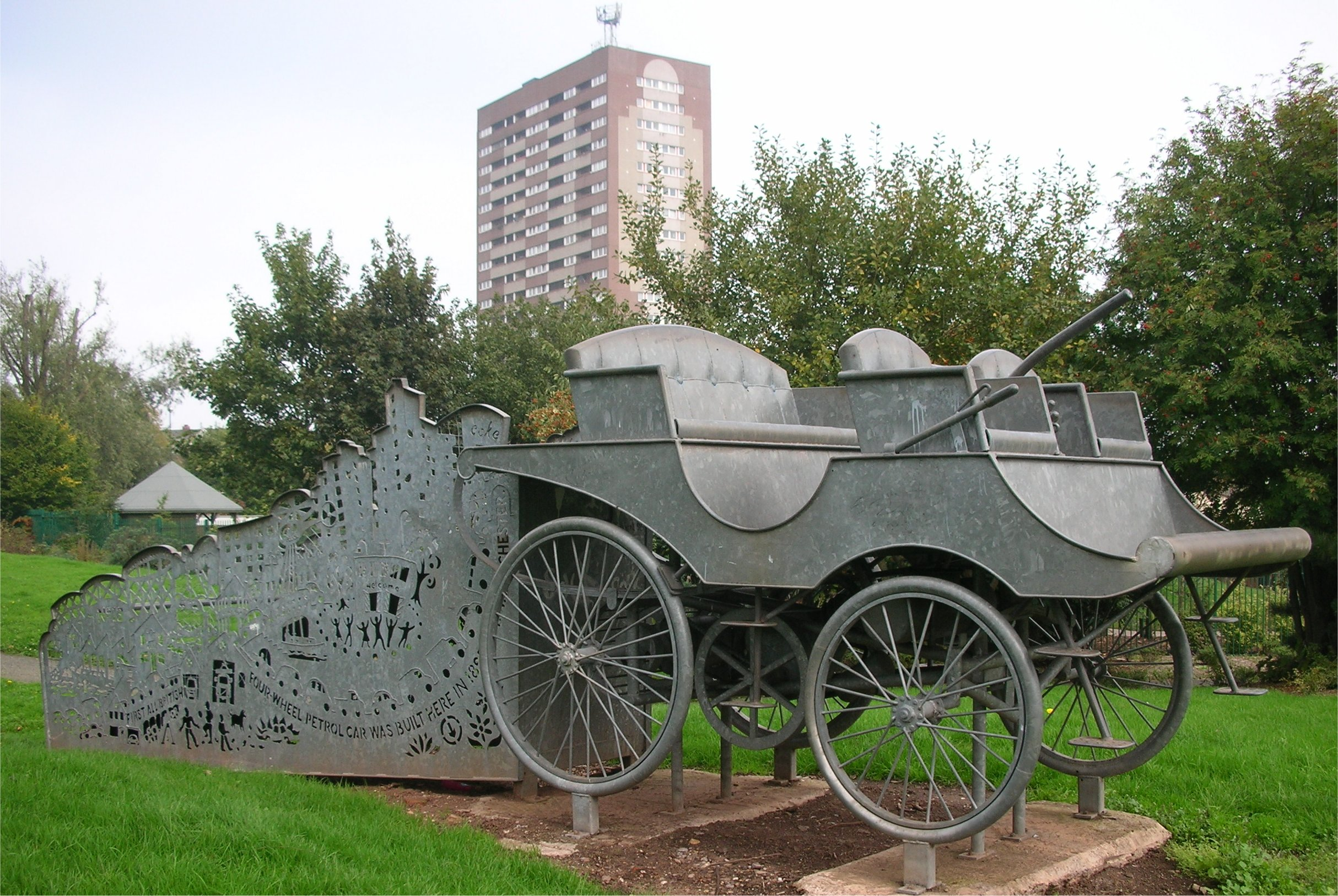
Памятник на месте разработки прототипа автомобиля Ланчестера

Лишь считанные исследователи на Земле внесли такой бесценный вклад сразу во множество различных областей знаний. Фредерик Ланчестер за свою жизнь получил более 400 авторских свидетельств, написал около ста научных работ, но, не имея деловой хватки, он так и не смог превратить своё мастерство и знания в денежные купюры. Постоянная нехватка средств часто не давала возможности проводить исследования так, как он считал необходимым, а потому многое осталось за кадром.